# Ligne 90 (Infrabel)
Pour les articles homonymes, voir Ligne 90.
La ligne 90 est une ligne ferroviaire transversale belge du réseau Infrabel qui relie les villes de Denderleeuw à Jurbise via Ath et Grammont et se prolongeait autrefois entre Jurbise et Saint-Ghislain. Longue de 71,8 kilomètres (actuellement 56), elle comporte deux voies à écartement standard, elle est électrifiée sur l'ensemble de son parcours encore existant, sa vitesse de référence est de 120 km/h.
Historiquement, elle est composée de trois sections
- de Jurbise à Ath, construite par la Compagnie de Tournai à Jurbise, ouverte à l'exploitation en 1847 par l'État-Belge
- d'Ath à Denderleeuw, construite par la Compagnie de Dendre-et-Waes, ouverte à l'exploitation en 1855 par l'État-Belge
- d'Erbisœul, près de Jurbise à Saint-Ghislain, mise en service en 1876.

## Historique

### Chronologie des ouvertures
- 29 septembre 1847, de Jurbise à Maffle
- 30 octobre 1847, de Maffle à Ath
- 9 avril 1855, d'Ath à Grammont[1]
- 1er décembre 1855, de Grammont à Denderleeuw[1]
- 1er mars 1876, d'Erbisœul à Saint-Ghislain

### La ligne du Dendre-et-Waes
Ce chemin de fer, comme plusieurs des premières lignes de chemin de fer belges, tire son origine dans un projet de 1842 prévoyant un canal reliant Jemappes à Alost. Le concessionnaire du canal, n'ayant pu amasser les fonds nécessaires, passa un accord avec une société anglaise pour que cette dernière construise le canal ainsi qu'un chemin de fer parallèle doté d'un embranchement vers Gand (A.R. du 21 juin 1845). Les investisseurs anglais fondèrent la S.A. du chemin de fer et du canal de la vallée de la Dendre pour construire et exploiter la concession du chemin de fer et du canal ainsi qu'un second embranchement du chemin de fer en direction de Bruxelles.
Cette société à capitaux anglais, créée lors dans un contexte de bulle spéculative (Railway mania) ne tarda pas à manquer de liquidités lors de la crise de 1848. Avec l'accord du gouvernement belge, la S.A de la vallée de la Dendre passa un accord avec celle des Chemins de fer de Tournai à Jurbise et de Landen à Hasselt autorisant la S.A. de la vallée de la Dendre à prêter à l'autre compagnie le cautionnement de sa concession afin que le Tournai-Jurbise construise les chemins de fer de la vallée de la Dendre une fois que la crise serait passée. Mais cette dernière préféra reverser la somme à l'Etat sans avoir aidé à la construction des chemins de fer ou du canal.
Au début des années 1850, la S.A de la vallée de la Dendre se retrouvait donc au point de départ.
Au début des années 1850, la S.A de la vallée de la Dendre, ne parvenant pas à reprendre les travaux, était menacée par l'Etat d'être déchue de sa concession. Elle passa un accord avec une autre société pour lui céder sa concession ferroviaire et abandonner le projet de canal.
L'Etat accepta cette convention, par l'A.R. du 1er mai 1852 accepta les termes de cette convention mais stipula que ce nouveau chemin de fer serait exploité par les Chemins de fer de l'Etat belge qui reverseront 3/4 des recettes à la nouvelle société concessionnaire qui prit le nom de Compagnie du chemin de fer de Dendre-et-Waes et de Bruxelles vers Gand par Alost (A.R. du 13 mai 1852).
La construction de ce chemin de fer put enfin reprendre et, après avoir mis en service la ligne d'Alost à Termonde le 9 juin 1853, elle livra à l'Etat belge la ligne d'Alost et Denderleeuw à Ath le 9 avril 1855 (entre Ath et Grammont) et le 1er décembre 1855 (entre Grammont, Denderleeuw et Alost). Les autres lignes, vers Bruxelles et Lokeren, furent achevées en 1856.
Le célèbre architecte Jean-Pierre Cluysenaar avait réalisé les plans de toutes les gares de la ligne (sauf celle d'Ath construite par le Tournai-Jurbise).

### La ligne du Tournai-Jurbise
En 1836, un an seulement après l'inauguration de la première ligne de chemin de fer belge, entre Bruxelles et Malines, et alors qu'aucune ligne de chemin de fer ne devait desservir Tournai, les sieurs A. et V. Vander Elst réclamèrent la concession d'un chemin de fer d'Ath à Tournai. Ce premier projet resta sans suite.
Dans l'intervalle, l’État belge construisit et mit en service la ligne de Bruxelles-Midi à Mons et Quiévrain, passant par Jurbise, et la ligne de Mouscron à Tournai, embranchée sur la ligne de Gand à Tourcoing.
La loi du 26 mai 1837 complétant le réseau de l’État belge prévoyait que l’État construise le « trait d’union » entre les lignes de Mons et de Tournai mais le gouvernement préférait abandonner cette ligne, ainsi que le chemin de fer de Saint-Trond à Hasselt, à un exploitant privé.
En 1845, une société est mise sur pied par des investisseurs anglais pour obtenir en concession et construire une ligne de Tournai à Jurbise. Le gouvernement accepta cette demande à condition qu'elle construise également une autre ligne, de Saint-Trond à Hasselt (prolongeant la ligne de Landen à Saint-Trond qui lui serait gracieusement cédée). La compagnie se contenterait de construire le réseau tandis que l’État s’occuperait de l’exploiter avec ses trains et son personnel, reversant en contrepartie une moitié des recettes au concessionnaire.
La société prit donc le nom de Société anonyme des chemins de fer de Tournay à Jurbise et de Landen à Hasselt et se vit attribuer la concession par la loi du 16 mai 1845.
Les travaux furent très rapides et la ligne de Tournai à Jurbise (actuelles lignes 94 et 90) fut inaugurée :
- le 20 septembre 1847 entre Jurbise et Maffle ;
- le 30 octobre 1847 entre Maffle, Ath et Tournai.

Le 8 décembre de la même année, la compagnie met en service la dernière section de son réseau, de Saint-Trond à Hasselt.
Jusqu'au rachat par l’État de la concession du Chemin de fer Tournai à Jurbise et de Landen à Hasselt, la ligne de Tournai à Ath et Jurbise fut entièrement exploitée par les trains de l’État belge. À l’inverse, pour la ligne de Landen à Hasselt, la compagnie passa une convention le 1er octobre 1856 avec la Compagnie du chemin de fer d'Aix-la-Chapelle à Maestricht (futur Grand Central Belge) qui en faisait l'exploitant.
Après sa reprise du Chemin de fer de Tournai à Jurbise, l’État fit démolir la plupart des gares de la ligne, dont celle d’Ath, pour les remplacer par des bâtiments plus vastes. Entre Ath et Jurbise, l’État recourut au plan type 1881.

### La ligne du Saint-Ghislain-Erbisoeul
La Compagnie du Chemin de Fer de Saint-Ghislain à Erbisoeul, également appelée Chemin de Fer de Saint-Ghislain à Jurbise, fut fondée le 1er mars 1876 pour construire et exploiter une ligne de 9 km reliant Erbisoeul à Saint-Ghislain sans traverser Mons.
Le 16 septembre 1879, alors que la ligne Saint-Ghislain-Erbisoeul n'est en service que depuis quelques mois, la petite compagnie, en difficultés, accepta de revendre son réseau à l’État belge.

### XXesiècle
Alors que le reste de la ligne resta intensément utilisé et sera plus tard électrifié, le tronçon entre Jurbise et Saint-Ghislain, qui permettait de contourner Mons, n’accueillait en temps normal qu'un trafic restreint. Conséquence, le trafic des voyageurs fut définitivement interrompu vers 1940 ; la section de ligne Baudour - Erbisoeul sera fermée au trafic des marchandises et démantelée en 1959, à part le franchissement du Canal Nimy-Blaton-Péronnes aux alentours de Baudour. Lors de la construction de l'autoroute E19, il est décidé de créer un prolongement à la ligne 100 atteignant Saint-Ghislain et de désaffecter la section d'origine, qui faisait partie de la ligne 90.
Dans les années 1970, la SNCB fit démolir toutes les gares situées entre Ath et Jurbise pour y construire des bâtiments plus modernes, ou reléguer ces arrêts au statut de simple halte. Plusieurs bâtiments situés entre Ath et Grammont ont subi le même sort.
Depuis 2005 Infrabel est « le gestionnaire d'infrastructure du réseau ferroviaire belge ».

## Infrastructure Infrabel

### Ligne
Cette ligne à double voie et écartement standard est composée de deux tronçons : de Denderleeuw à Ath (ligne 90) et d'Ath à Jurbise (ligne 90C). L'ensemble est électrifié en 3 kV continu, avec une vitesse de référence à 120 km/h. Cette ligne a la particularité d'avoir un kilométrage inversé en deux tronçons : de Denderleeuw à Ath et de Jurbise à Ath; pourtant la « voie A » est celle en direction de Jurbise, même sur la ligne 90C.

### Gares en service
Liste des gares ouvertes de la ligne avec leur point kilométrique.
Le premier kilométrage débute en gare de Denderleeuw (0,000), Iddergem (1,700), Okegem (4,300), Ninove (7,200), Eichem (10,000), Appelterre (12,000), Zandbergen (13,200), Idegem (16,00), Schendelbeke (17,600), Grammont (21,400), Acren (26,100), Lessines (28,500), Houraing (29,600), Papignies (31,600), Rebaix (35,100) et Ath (40,100).
Le deuxième kilométrage, inverse, débute en gare de Jurbise (0,000), Lens (3,500), Cambron-Casteau (7,300), Brugelette (9,00), Mévergnies-Attre (10,400), Maffle (13,500) et Ath (15,600).
Le tronçon entre Erbisœul et Saint-Ghislain comportait une seule gare, à Baudour, celle-ci a fermé et est reconvertie en habitation.